# Переменная пневмокомпрессия
Переменная пневмокомпрессия (ППК) — аппаратный физиотерапевтический метод массажных воздействий, основным лечебным фактором которого являются создаваемые в тканях контролируемые деформации (напряжения) в виде сжатия, растяжения, сдвига, смещения за счёт внешнего механического дозированного периодического направленного усилия (воздействия), где рабочим органом (манипулятором) является специальная многосекционная пневматическая манжета, работающая в циклическом режиме распространения давления в секциях, а рабочей средой является воздух повышенного давления. При этом терапевтические цели и задачи напрямую связаны с характеристиками таких механических периодических напряжений. Как правило, большинство пневматических манжет, в силу их конструкции, создаёт усилия, направленные одновременно на достаточно большой участок тела пациента, что связывают больше с компрессионным их действием (фактором сжатия подлежащих тканей) и такой принцип относят, соответственно, к компрессионной терапии.
Существуют варианты периодической компрессии — стандартная (подобная равномерной по участку тела) пневматическая компрессия (однокамерная манжета или эквивалент из многокамерных), прерывистая (перемежающаяся) пневматическая компрессия (многокамерная манжета и различные темпы/режимы нагнетания воздуха в камеры и их иссушения).
Наиболее физиологичными считаются варианты с многокамерной пневмоманжетой, при этом в камерах такой манжеты посредством разного рода устройств, способов, приёмов, техник формируются необходимые дозы переменного по времени давления, которое, соответственно, передаётся в виде механического напряжения на кожу, глубжележащие ткани и органы в целях определённой терапии.
На практике, основными целями и задачами переменной пневмокомпрессии являются:
- управляемое на небольшом участке перераспределение крови, лимфы, межклеточной жидкости для снятия отёчности, застоя, стазов;
- усиление местного и регионарного кровотока для улучшения трофики, нормализации обменных процессов тканей, купирования болей;
- коррекция реологических свойств крови, сосудистого русла для предупреждения различного вида тромбозов.

В зависимости от направлений в медицине, целей и решаемых при этом задач, усовершенствований аппаратуры, техник и приёмов, получили распространение варианты/методики переменной пневматической компрессии: «ритмическая пневмокомпрессия», «лимфодренаж», «пневмопрессинг» и т. д.
В современных аппаратах переменной пневматической компрессии лечебное напряжение подлежащих тканей создаётся на эффекте «бегущей воздушной волны» при цикличном последовательном нагнетании воздуха в герметичные камеры многосекционных пневматических манжет и его синхронизированном удалении, что даёт возможность более контролировано воздействовать на органы и системы. При проведении процедур для разных участков тела манжеты обычно выполняются с учётом анатомических особенностей — в виде перчатки, рукава, сапожка, ботфорта, шортов, распашонки, плаща, костюма, комбинезона и т. д.
Исторически устоявшегося международного названия метод переменной пневмокомпрессии не имеет, кроме того, процедуры с практически одинаковыми целями и задачами различаются своими приёмами, техниками, режимами, и, соответственно, названиями.

## Пневмокомпрессионная аппаратура
В общем виде устройства для проведения переменной пневмокомпрессии состоят из следующих компонентов:
- источник повышенного давления воздуха с системой его очистки (управляемый компрессор);
- распределитель воздуха по секциям пневматической манжеты (управляемый пневмоблок);
- система доставки рабочей среды к рабочим органам (пневмокабели и пневморазъёмы);
- рабочие органы (исполнительные устройства) — пневматическая манжета с рабочими отсеками/секциями;
- блок управления (с системой органов управления и контроля).

Клинические возможности пневмокомпрессионной терапии зависят как от применяемых методик, так и от технических возможностей аппаратуры, которые постоянно совершенствуются. Ввиду разнообразия пневмокомпрессионных аппаратов делаются попытки их классификации. Известна классификация Л. А. Таршиновой (2015 г.), основанная на функциональности и клинических возможностях медицинских пневмокомпрессионных аппаратов:
I класс — пневматическая медицинская техника с принципами действия, несколько отличными от переменной пневмокомпрессии (барокамеры и т. д.);
II класс — аппараты для переменной пневмокомпрессии, применение которых возможно без периодического врачебного контроля с целью улучшения общего самочувствия или косметологической коррекции;
III класс — аппараты для переменной пневмокомпрессии, применяемые обычно под контролем врача для профилактики, лечения и (или) реабилитации одного или нескольких схожих по патогенезу заболеваний;
IV класс — аппараты для переменной пневмокомпрессии, применяемые под контролем врача с целью профилактики, лечения и реабилитации различных по локализации и патогенезу заболеваний.
Основными критериями, влияющими на выбор пользователем аппарата переменной пневмокомпрессии, являются:
- высокая безопасность и хорошая эффективность;
- комфортность, безболезненность и хорошее сочетание с другими методами лечения и профилактики;
- невысокая стоимость и многоцелевое применение;
- простота управления и удобство эксплуатации;
- небольшие массо-габаритные характеристики и высокая надёжность;
- быстрый, недорогой, качественный ремонт при необходимости.

## Механизм действия

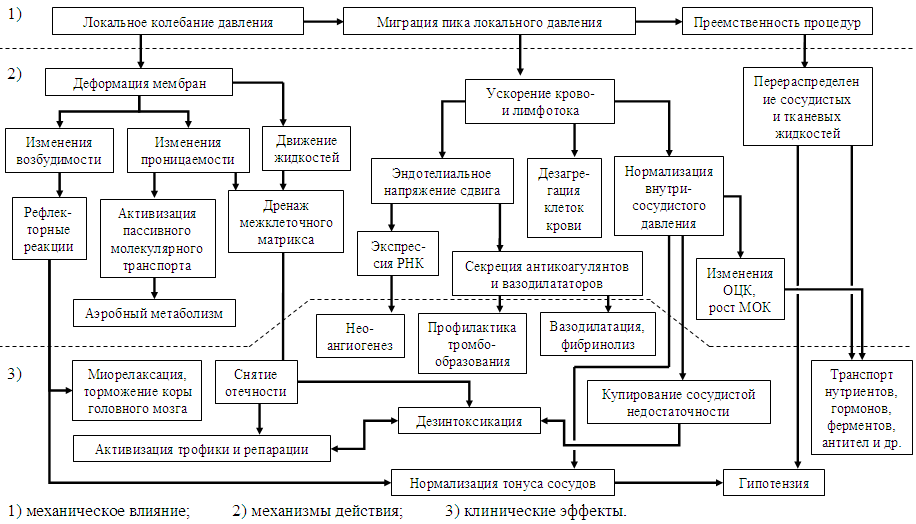
Местное действие объёмного пневмопрессинга

Обычно в качестве органов и функций — мишеней действия переменной пневмокомпрессии в англоязычной литературе рассматриваются система гемостаза и эндотелий, а в русскоязычной — транскапиллярный обмен, в котором система регуляции процессов проницаемости капилляров играет определяющее значение в патогенезе большинства заболеваний и представляется довольно сложным механизмом, включающим нервные, гуморальные и гормональные звенья.
При цикличном сжатии мягких тканей конечностей ускоряется отток венозной крови, прекращаются явления стаза. Вены в зоне сжатия опорожняются, снижается венозное давление, возрастает артерио-венозный градиент, облегчается артериальный приток, активизируется кожное кровообращение. Повышение экстрацеллюлярного давления в мышцах и подкожных тканях способствует возврату воды в сосудистое русло, ликвидации отёка, снижению натяжения кожи и активизация чрескожного транспорта кислорода и выведения токсинов. Напряжение сдвига эндотелиоцитов, возникающее при повышении скорости местного кровотока, приводит к выделению в кровь ингибитора фактора тканевого пути гемостаза (антитромботический эффект), тканевого активатора плазминогена (фибринолитический эффект) и оксида азота (сосудорасширяющий эффект).

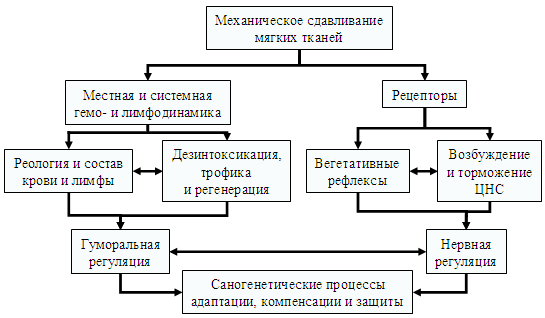
Общее действие объёмного пневмопрессинга

Сочетание ритмичных периодов локального повышения и нормализации давления в тканях способствует улучшению тонуса сосудов мышечного типа и селективной проницаемости капилляров. Это приводит к ускорению транскапиллярного обмена веществ и нормализации кровоснабжения мягких тканей.

## Объёмный пневмопрессинг
Переменная пневмокомпрессия может быть использована в варианте, называемом «объёмный пневмопрессинг» (ОПП). В этом методе лечения используются медицинские физиотерапевтические аппараты серии «Биорегулятор» в заданных режимах работы, а процедуры выполняются по определённым методикам/протоколам.
Целями и задачами метода ОПП также являются (как правило — в комплексе):
- стимуляция нервных окончаний, рецепторов, рецепторных зон, метамерно-рецепторных полей;
- стимуляция функций внутренних органов и систем;
- активизация центрального и периферического кровообращения;
- активизация микроциркуляции и обмена веществ;
- нормализация нарушенных взаимоотношений между корой, подкоркой и нижележащими отделами нервной системы;
- нормализация вегетативного статуса и его ритмов.

При этом главная цель терапии — активная стимуляция саногенеза, восстановление нормальной деятельности защитных и регуляторных систем, что приводит к снятию явлений парабиоза, устранению десинхронозов, регрессу патологических симптомов и нормализации/гармонизации функционального состояния организма.

## Программируемая пневмовакуумкомпрессия
В 1992—2008 гг. рядом исследователей под руководством И. В. Таршинова на принципах импульсной терапии, с учётом приёмов и техник ручного, точечного, аппаратного массажа, наработок в области переменной пневматической компрессии и вакуумкомпрессии был разработан метод аппаратных пневматических манипуляций, получивший название «программируемая пневмовакуумкомпрессия». В данном методе имеется ряд особенностей как в понимании теории воздействия циклической и ритмической пневматической компрессии на целостный организм человека, так в технической и практической реализациях.
Понимание механизма действия основано на том, что цикличные и ритмичные механические манипуляции, связанные с повышенным и пониженным давлением, как раздражающими факторами, влияют на все морфологические структуры, находящиеся как в проекции нагнетаемой камеры и вакуумного аппликатора — включая рецепторы, рецепторные поля (зоны) и биологически активные точки, клеточные мембраны, нервные и мышечные волокна, так и вне её. Терапевтический эффект при этом обусловлен взаимосвязанной реакцией всех этих структур на выверенные программированные комплексные воздействия. Как правило, чем больше структур поддаются указанным воздействиям, тем такие реакции ярче выражены, при этом учитывается не только местное состояние пациента, но и регионарно-сегментарное, и, в первую очередь — общее.
Поскольку внутрисосудистые жидкости, некоторые рефлекторные дуги и рецепторные зоны (поля) выходят за пределы области проведения процедур, возникают отдалённые по локализации гемодинамические, биохимические и рефлекторные эффекты, поддерживая и активизируя процессы биорегуляции.
Система кровообращения, периферическая иннервация, вегетативная и центральная нервная система при таком подходе, являясь уже системами-мишенями механического раздражения, обеспечивают управляемую нейрогуморальную регуляцию, формируя системный ответ организма и устойчивый структурный след. Благодаря этому программируемая пневмовакуумкомпрессия и объёмный пневмопрессинг, помимо специфических клинических эффектов, способствующих лечению конкретного заболевания, в отличие от других методов, также и неспецифически влияет на адаптационно-компенсаторные реакции, при этом активно стимулируя саногенез. На практике замечено, что при наличии болезней-синергистов ослабление даже одной из них положительно для эффективности проводимой терапии, ближайшего прогноза и дальнейшего качества жизни пациента.

## Показания
Руководство Немецкого общества флебологии 2018 года приводит следующую рекомендацию.
| ППК обязательно должна применяться:                                              | ППК должна использоваться: | ППК может выполняться: |
| -------------------------------------------------------------------------------- | --- | --- |
| - Тромбоэмболическая профилактика, если невозможна медикаментозная профилактика. | - Венозная язва нижней конечности с отсутствием тенденции к выздоровлению, несмотря на постоянную компрессионную терапию с помощью чулков или бандажей. - Выраженная хроническая венозная недостаточность на стадиях C4b-C6 (классификация CEAP). - Лимфедема конечности, как дополнительная терапия при отсутствии компенсации состояния на фоне комплексной физической противоотёчной терапии (под вопросом) - Болезнь периферических артерий (атеросклероз, эндартериит) со стабильной перемежающейся хромотой или критической ишемией, если программа упражнений и оперативное вмешательство (реконструкция) невозможны. | - Посттравматический отек. - Устойчивый к терапии венозный отек. - Липоэдема. - Лимфедема конечностей, в дополнение к комплексной физической противоотёчной терапии. - Гемиплегия с сенсорным нарушением и отёком. - Тромбоэмболическая профилактика в дополнение к медикаментозной профилактике. |

Компания медицинского страхования Aetna Inc. (США) в бюллетене клинической политики Intermittent Pneumatic Compression Devices расценивает переменную пневмокомпрессию нижних конечностей необходимым с медицинской точки зрения средством длительного пользования (в том числе в домашних условиях):
- для лечения хронической венозной недостаточности ног в случае наличия венозных язв, не заживших через 6 месяцев консервативной терапии, включавшей компрессионные повязки / бельё, повязки для раны, упражнения и поднятие конечности;
- для лечения осложнений хронической венозной недостаточности: липодерматосклероза, дерматита, отёка, варикозного расширения вен (кроме сосудистых звёздочек), посттромботического синдрома, для тромбопрофилактики при иммобилизации, после склеротерапии, для лечения лимфедемы, отёков при беременности, плегии, после операции, травмы или ожога, при постуральной гипотензии[6];
- для стимуляции кровообращения и снижения вероятности тромбоза глубоких вен у лиц, прикованных к постели вследствие травмы, ортопедической хирургии, нейрохирургии или других обстоятельств, препятствующих передвижению.

Следующие показания указанная страховая компания также рассматривает в качестве экспериментальных и требующих дальнейших исследований: профилактика тромбоэмболии при нейрохирургических вмешательствах, не препятствующих передвижению; улучшение заживления разрыва ахиллова сухожилия, переломов и мягких тканей; реабилитация при переломах дистального отдела лучевой кости; лечение критической ишемии конечностей, перемежающейся хромоты, окклюзионной болезни/артериальной недостаточности периферических артерий, лимфедемы конечностей (рук после операции и ног при сахарном диабете 2 типа — другие случаи рассмотрены отдельно), отёков после бедренно-подколенного шунтирования, сосудистых язв рук, посттромботического синдрома, синдрома беспокойных ног, терминальной стадии почечной недостаточности и сенсорных нарушений в руке после инсульта.

### Лимфедема
Переменная пневмокомпрессия является вспомогательным вмешательством для некоторых людей, проходящих комплексную противоотёчную терапию, как на этапе лечения, так и на этапе самопомощи. Существуют различные типы пневматических устройств, выбирать которые следует после консультации с обученным терапевтом или установщиком.
Страховая компания Aetna считает пневмокомпрессионные устройства необходимым оборудованием длительного применения в домашних условиях при хронической и тяжёлой лимфедеме в случае соблюдения следующих требований: достоверный диагноз лимфедемы, которая в течение 4 недель не поддаётся консервативной терапии, включающей регулярное и корректное использование компрессионных повязок / белья + регулярные упражнения + подъём конечности. Пневмокомпрессия может вводиться в любой момент, которому предшествовали 4 недели стандартной терапии без явного улучшения. Аппарат может не иметь градиента давления, но должен применяться ежедневно и в течение многих часов, после индивидуальной настройки, обучения и наблюдения опытного техника.

### Тромбопрофилактика
С позиций доказательной медицины переменная пневмокомпрессия наиболее изучена как средство профилактики тромбоза глубоких вен нижних конечностей и последующего тромбоэмболического риска. В частности, на уровне практических руководств её применение в этом качестве рассматривается при COVID-19, ишемическом инсульте, в ортопедической и неортопедической хирургии и у пациентов нехирургического профиля; на уровне метаанализов — у критически больных пациентов, при остром мозговом кровоизлиянии; в кокрановских обзорах — при высоком тромботическом риске и тотальной замене тазобедренного сустава. В обзорах представлена также практика применения переменной пневмокомпрессии у онкологических пациентов, лиц пожилого возраста и некоторых других клинических ситуациях.

В настоящее время наиболее обоснованным с позиций доказательной медицины является назначение переменной пневмокомпрессии в следующих случаях:
- Тромбоз вен нижних конечностей (профилактика)[22][23][24][25][26][27].

- Хроническая венозная недостаточность I—III и V—VI классов по СЕАР (лечение, реабилитация)[28].

- Лимфедема I—III стадии (профилактика и лечение)[29][30][31].

- Хроническая артериальная недостаточность конечностей I—IV степени по Фонтейну-Покровскому (лечение)[32][33][34].

- Хроническая ишемия головного мозга (лечение).

- Диабетическая ангиопатия нижних конечностей (профилактика и лечение)[35][36][37][38][39][40].

Переменная пневмокомпрессия входит в программы реабилитации спортсменов и пациентов травматического профиля.
Объёмный пневмопрессинг и программируемая пневмовакуумкомпрессия применяется также при некоторых заболеваниях опорно-двигательного аппарата, центральной и периферической нервной системы, глаз, ряде функциональных расстройств.
В косметологии переменная пневмокомпрессия проводится при отёчности конечностей местного происхождения (лимфостазе, варикозной болезни, последствиях операций) и целлюлите.

## Противопоказания
Согласно международному консенсусу 2020 года, противопоказаниями к компрессионной терапии являются:
- Подозрение на компрессию существующего эпифасциального артериального шунта.
- Тяжёлая сердечная недостаточность (отёк лёгких). Сердечная недостаточность сама по себе не является противопоказанием для компрессионной терапии. На стадиях III и IV по NYHA возможно осторожное использование ограниченной компрессии при наличии клинического и гемодинамического мониторинга.
- Подтверждённая аллергия на компрессионный материал.
- Тяжёлая диабетическая нейропатия с потерей чувствительности или микроангиопатия с риском некроза кожи (это может не относиться к пневматической компрессии с низким уровнем давления).

Предполагается, что при рефрактерной или нестабильной гипертензии компрессия может способствовать отёку лёгких, однако практических подтверждений этому в настоящее время нет.
Тяжёлая форма окклюзии периферических артерий (критическая ишемия) является строгим противопоказанием к компрессионной терапии, но не является противопоказанием к переменной пневмокомпрессии.
Компрессия не является противопоказанием при острых венозных тромбозах. Нет данных, подтверждающих возможность развития клинически значимой тромбоэмболии вследствие пневмокомпрессионной терапии.
При рожистом воспалении применение компрессии возможно только в сочетании с антибактериальным лечением или после исчезновения лихорадки и симптомов системной инфекции.
Выделены также следующие риски при применении пневмокомпрессионной терапии:
- часто (<10 % случаев): раздражение кожи, дискомфорт, боль;
- редко (<0,1 %): отёк и лимфатический отёк переднего отдела стопы;
- очень редко (<0,01 %): аллергическая кожная реакция, бактериальные и грибковые инфекции, повреждение или некроз мягких тканей, повреждение нервов, артериальная недостаточность, венозная тромбоэмболия, сердечная декомпенсация.

Следует соблюдать особые меры предосторожности, если рассматривается возможность компрессионного лечения у пациентов с «пограничными показаниями». Решения о лечении следует принимать в индивидуальном порядке и с тщательной оценкой пользы и риска. В случае положительной оценки рекомендуется сжатие при низком давлении с использованием прокладки для уменьшения пиков давления.
Вместе с тем, противопоказания могут различаться применительно к конкретному пневмокомпрессионному аппарату с учётом разработанных для него методик.